# Holoparamecus bipartitus
Holoparamecus bipartitus is een keversoort uit de familie zwamkevers (Endomychidae). De wetenschappelijke naam van de soort werd in 1867 gepubliceerd door Thomas Vernon Wollaston.